# Ursus americanus carlottae
El oso negro de Haida Gwaii (Ursus americanus carlottae) es una subespecie de  mamíferos carnívoros  de la familia Ursidae.

## Descripción
- Cráneo grande.
- Grandes molares.
- De color, exclusivamente, negro.

## Distribución geográfica
Se encuentran en las Islas de la Reina Carlota (Alaska, los Estados Unidos).